# Verse Chorus Verse
«Verse Chorus Verse» es una canción de la banda estadounidense de grunge Nirvana. Es una de las rarezas incluida en el box set de 2004 With the Lights Out.

## Historia
La canción fue escrita por el cantante y guitarrista de la banda, Kurt Cobain, aproximadamente en 1990, y debutada en vivo el 17 de agosto del mismo año, en una corta gira con el baterista de The Melvins, Dale Crover. La canción fue tocada generalmente en la mayoría de los conciertos de la banda desde ese entonces hasta comienzos de 1991, época en la que llegaría el reemplazo en la batería para Chad Channing, Dave Grohl. Las grabaciones de esta época fueron tituladas por gente que grababa conciertos de la banda para posteriores fines comerciales como "In His Hands" o "In His Room". La canción fue grabada en un espacio de práctica de la banda en Tacoma, Washington para un demo que Cobain le mostró al productor Butch Vig, donde se incluían las canciones en las que se trabajarían para el segundo álbum de la banda, Nevermind
La canción fue interpretada en vivo por última vez en la presentación de la banda en el OK Hotel, en Seattle, el 17 de abril de 1991, presentación famosa por ser la primera en la que se interpretó "Smells Like Teen Spirit". Luego, la banda grabó un demo de la canción durante las sesiones de Nevermind pero aparentemente la banda abandonó los planes de terminar la canción e incluirla en el álbum. Esta versión, que durante mucho tiempo fue una de las canciones más esperadas entre la comunidad de fanáticos de la banda, finalmente apareció en el 2004 con el lanzamiento de With the Lights Out, marcando la primera vez que la pudieron escuchar.

## Significado
El título, traducido como "Verso Estribillo Verso" hace referencia a la dinámica "calma/ruido" que la banda había usado en ésta y en la mayoría de sus canciones. Adicionalmente, en 1993 fue lanzada una canción de la banda con el mismo título (y usando la misma dinámica) en la compilación de caridad No Alternative, pero para evitar confusiones, fue renombrada como "Sappy"; y el álbum del mismo año de la banda, In Utero tenía a "Verse Chorus Verse" como una de las opciones para título.